# Alchemilla circularis
Alchemilla circularis es una especie de planta del género Alchemilla, perteneciente a la familia Rosaceae.

## Taxonomía
Alchemilla circularis fue descrita por Serguéi Yuzepchuk en 1954.

## Distribución
Se encuentra en el territorio suroeste de Siberia hasta Mongolia.